# Championnat des Pays-Bas de football 2019-2020
Navigation
Édition précédente Édition suivante
La saison 2019-2020 d'Eredivisie est la soixante-quatrième édition de la première division néerlandaise.
Les dix-huit meilleurs clubs du pays sont regroupés au sein d'une poule unique où ils s'affrontent à deux reprises, à domicile et à l'extérieur, pour un total de 306 matchs. Le tenant du titre est l'Ajax Amsterdam, vainqueur à l'issue de l'édition 2018-2019.
En fin de saison, le premier au classement est sacré champion des Pays-Bas et se qualifie pour la phase de groupes de la Ligue des champions 2020-2021, tandis que son dauphin obtient une place dans le deuxième tour de qualification de la compétition. Le vainqueur de la Coupe des Pays-Bas 2019-2020 est quant à lui qualifié pour la phase de groupes de la Ligue Europa 2020-2021, tandis que le troisième du championnat se qualifie pour le troisième tour de qualification de la compétition. Une autre place pour le deuxième tour de qualification de la Ligue Europa est délivré par le biais de barrages disputés à l'issue de la saison régulière voyant s'opposer les équipes classées entre la quatrième et la septième place. Si le vainqueur de la Coupe est déjà qualifié pour une compétition européenne d'une autre manière, sa place est redistribuée en championnat et la quatrième place devient qualificative d'office pour la Ligue Europa tandis que la huitième place devient barragiste.
Dans le même temps à l'autre bout du classement, les deux derniers sont directement relégués en deuxième division, tandis que le seizième  doit disputer des barrages de relégation face à des équipes de cette même division.
Suspendu le 8 mars 2020 durant la 26e journée en raison de la pandémie de Covid-19 aux Pays-Bas, le championnat est définitivement abandonné par la fédération néerlandaise le 24 avril 2020. De ce fait, aucun champion n'est désigné tandis qu'aucune équipe n'est promue ou reléguée. Le classement au moment de la suspension est malgré tout retenu dans le cadre des qualifications européennes.

## Participants
Un total de dix-huit équipes participent au championnat, quinze d'entre elles étant déjà présentes la saison précédente, auxquelles s'ajoutent trois promus de deuxième division que sont le FC Twente, le RKC Waalwijk et le Sparta Rotterdam qui remplacent les relégués de la saison précédente qui sont le NAC Breda, De Graafschap et le Excelsior Rotterdam.
Parmi ces clubs, quatre d'entre eux n'ont jamais quitté le championnat depuis sa fondation en 1956 : l'Ajax Amsterdam, le Feyenoord Rotterdam, le PSV Eindhoven et le FC Utrecht. En dehors de ceux-là, le Vitesse Arnhem évolue continuellement dans l'élite depuis les années 1980, de même pour le SC Heerenveen depuis 1993 et 
l'AZ Alkmaar depuis 1998, tandis que le FC Groningue, l'Heracles Almelo et l'ADO La Haye sont tous présents depuis les années 2000.
Légende des couleurs
- Troisième tour de qualification de la Ligue des champions 2019-2020
- Deuxième tour de qualification de la Ligue des champions 2019-2020
- Troisième tour de qualification de la Ligue Europa 2019-2020
- Deuxième tour de qualification de la Ligue Europa 2019-2020
- Promu de Eerste Divisie

| \| ADO Ajax AZ Sparta · Feyenoord Groningue Heerenveen Heracles Zwolle PSV Utrecht Vitesse Willem II VVV Venlo FC Emmen Fortuna Twente Waalwijk \| Localisation des clubs engagés dans le championnat. |
| ADO Ajax AZ Sparta · Feyenoord Groningue Heerenveen Heracles Zwolle PSV Utrecht Vitesse Willem II VVV Venlo FC Emmen Fortuna Twente Waalwijk                                                           |

| Club                | Présent depuis | Budget en M€ | Classement 2018-2019 | Entraîneur            | Stade                   | Capacité théorique |
| ------------------- | -------------- | ------------ | -------------------- | --------------------- | ----------------------- | ------------------ |
| Ajax Amsterdam      | 1956           | 110          | 1                    | Erik ten Hag          | Johan Cruyff ArenA      | 53 052             |
| PSV Eindhoven       | 1956           | 78,5         | 2                    | Ernest Faber          | Philips Stadion         | 35 000             |
| Feyenoord Rotterdam | 1956           | 68           | 3                    | Dick Advocaat         | De Kuip                 | 51 177             |
| AZ Alkmaar          | 1998           | 25,5         | 4                    | Arne Slot             | AFAS Stadion            | 17 023             |
| Vitesse Arnhem      | 1989           | 26           | 5                    | Edward Sturing        | Gelredome               | 25 000             |
| FC Utrecht          | 1956           | 20           | 6                    | John van den Brom     | Stadion Galgenwaard     | 23 750             |
| Heracles Almelo     | 2005           | 12           | 7                    | Frank Wormuth         | Polman Stadion          | 12 080             |
| FC Groningue        | 2000           | 19           | 8                    | Danny Buijs           | Euroborg                | 22 250             |
| ADO La Haye         | 2008           | 15,5         | 9                    | Alan Pardew           | Kyocera Stadion         | 15 000             |
| Willem II Tilburg   | 2014           | 12,5         | 10                   | Adrie Koster          | Stade Roi-Guillaume-II  | 14 500             |
| SC Heerenveen       | 1993           | 18           | 11                   | Johnny Jansen         | Abe Lenstra Stadion     | 26 100             |
| VVV Venlo           | 2017           | 8            | 12                   | Hans de Koning        | Seacon Stadion De Koel  | 8 000              |
| PEC Zwolle          | 2012           | 13,5         | 13                   | John Stegeman         | IJsseldelta Stadion     | 12 500             |
| FC Emmen            | 2018           | 8,2          | 14                   | Dick Lukkien          | JenS Vesting            | 8 600              |
| Fortuna Sittard     | 2018           | 7,2          | 15                   | Sjors Ultee           | Stade Offermans Joosten | 12 500             |
| FC Twente           | 2019           | 23           | 1 (D2)               | Gonzalo García García | De Grolsch Veste        | 30 200             |
| Sparta Rotterdam    | 2019           | 11           | 2 (D2)               | Henk Fraser           | Het Kasteel             | 11 000             |
| RKC Waalwijk        | 2019           | 7            | 8 (D2)               | Fred Grim             | Mandemakers Stadion     | 7 500              |

1. 1 2 3 4  Ces clubs ont rejoint le championnat lors de sa création en 1956, n'ayant jamais été relégués depuis.

## Compétition

### Règlement
Le classement est établi sur le barème de points classique (victoire à 3 points, match nul à 1, défaite à 0).
Les critères de classement sont les suivants :
En cours de saison
1. Nombre de points
2. Moins de points perdus
3. Différence de buts générale
4. Buts marqués
5. Ordre alphabétique.

En fin de saison
1. Nombre de points
2. Différence de buts générale
3. Buts marqués
4. Confrontations directes (points, différence de buts, buts marqués à l'extérieur)
5. Match d'appui s'il faut déterminer le champion, une relégation ou une qualification à une compétition européenne, tirage au sort dans les autres cas.

### Classement
Classement au moment de l'arrêt de la compétition le 8 mars 2020. Celui-ci est retenu dans le cadre des qualifications européennes. Aucune équipe n'est reléguée et aucune n'est titrée championne.
| Rang | Équipe              | Pts | J  | G  | N | P  | Bp | Bc | Diff |
| ---- | ------------------- | --- | -- | -- | - | -- | -- | -- | ---- |
| 1    | Ajax Amsterdam T S  | 56  | 25 | 18 | 2 | 5  | 68 | 23 | +45  |
| 2    | AZ Alkmaar          | 56  | 25 | 18 | 2 | 5  | 54 | 17 | +37  |
| 3    | Feyenoord Rotterdam | 50  | 25 | 14 | 8 | 3  | 50 | 35 | +15  |
| 4    | PSV Eindhoven       | 49  | 26 | 14 | 7 | 5  | 54 | 28 | +26  |
| 5    | Willem II Tilburg   | 44  | 26 | 13 | 5 | 8  | 37 | 34 | +3   |
| 6    | FC Utrecht          | 41  | 25 | 12 | 5 | 8  | 50 | 34 | +16  |
| 7    | Vitesse Arnhem      | 41  | 26 | 12 | 5 | 9  | 45 | 35 | +10  |
| 8    | Heracles Almelo     | 36  | 26 | 10 | 6 | 10 | 40 | 34 | +6   |
| 9    | FC Groningue        | 35  | 26 | 10 | 5 | 11 | 27 | 26 | +1   |
| 10   | SC Heerenveen       | 33  | 26 | 8  | 9 | 9  | 41 | 41 | 0    |
| 11   | Sparta Rotterdam P  | 33  | 26 | 9  | 6 | 11 | 41 | 45 | -4   |
| 12   | FC Emmen            | 32  | 26 | 9  | 5 | 12 | 32 | 45 | -13  |
| 13   | VVV Venlo           | 28  | 26 | 8  | 4 | 14 | 24 | 51 | -27  |
| 14   | FC Twente P         | 27  | 26 | 7  | 6 | 13 | 34 | 46 | -12  |
| 15   | PEC Zwolle          | 26  | 26 | 7  | 5 | 14 | 37 | 55 | -18  |
| 16   | Fortuna Sittard     | 26  | 26 | 6  | 8 | 12 | 29 | 52 | -23  |
| 17   | ADO La Haye         | 19  | 26 | 4  | 7 | 15 | 25 | 54 | -29  |
| 18   | RKC Waalwijk P      | 15  | 26 | 4  | 3 | 19 | 27 | 60 | -33  |

Ligue des champions 2020-2021
- 1er : Phase de groupes
- 2e : Deuxième tour de qualification

Ligue Europa 2020-2021
- 3e : Phase de groupes
- 4e : Troisième tour de qualification
- 5e : Deuxième tour de qualification

Abréviations
T  : Tenant du titre

S : Vainqueur de la Supercoupe des Pays-Bas

P : Promus de deuxième division

### Résultats
| Résultats (▼dom., ►ext.)                                   | ADO | AJA | AZ  | EMM | FEY | FOR | GRO | HEE | HER | PSV | SPA | TWE | UTR | VIT | VVV | WAA | WII | ZWO |
| ADO La Haye                                                |     | 0-2 | 0-1 |     |     |     | 1-1 | 1-1 | 0-0 | 0-3 | 1-2 | 0-0 | 2-4 | 0-0 | 1-0 | 2-0 | 3-3 |     |
| Ajax Amsterdam                                             | 6-1 |     | 0-2 | 5-0 | 4-0 | 5-0 | 2-0 | 4-1 | 4-1 | 1-0 | 2-1 |     | 4-0 |     |     | 3-0 | 0-2 |     |
| AZ Alkmaar                                                 | 4-0 | 1-0 |     | 3-0 |     | 4-0 | 0-0 | 2-4 | 2-0 |     | 5-1 | 3-0 |     |     | 1-0 | 4-0 | 1-3 | 2-0 |
| FC Emmen                                                   | 3-0 |     |     |     | 3-3 | 2-1 | 0-1 | 2-0 | 1-0 | 1-1 | 2-0 | 2-0 |     | 2-1 | 3-0 |     |     | 1-3 |
| Feyenoord Rotterdam                                        | 3-2 |     | 0-3 | 3-0 |     |     |     | 3-1 | 1-1 | 3-1 | 2-2 | 5-1 | 1-1 |     |     | 3-2 | 2-0 | 1-0 |
| Fortuna Sittard                                            | 1-0 |     |     | 0-0 | 4-2 |     | 1-0 | 2-1 | 1-1 |     | 0-0 | 2-3 |     | 1-3 | 4-1 | 3-2 | 2-3 | 1-1 |
| FC Groningue                                               |     | 2-1 |     | 2-0 | 1-1 |     |     |     | 1-2 | 0-1 | 2-0 | 1-3 | 0-1 | 1-0 | 0-1 | 3-0 |     | 2-0 |
| SC Heerenveen                                              |     | 1-3 | 1-2 |     | 1-1 | 1-1 | 1-1 |     | 1-1 |     | 2-1 | 0-0 | 1-1 | 3-2 | 1-1 |     | 1-2 | 1-0 |
| Heracles Almelo                                            | 4-0 | 1-0 |     | 2-0 | 2-3 | 2-0 |     | 0-4 |     | 0-2 |     |     | 1-3 | 1-1 | 6-1 | 4-2 | 4-1 | 4-0 |
| PSV Eindhoven                                              | 3-1 | 1-1 | 0-4 |     | 1-1 | 5-0 | 3-1 | 2-1 |     |     |     | 1-1 |     | 5-0 | 4-1 |     | 3-0 | 4-1 |
| Sparta Rotterdam                                           | 4-2 | 1-4 | 3-0 | 5-1 |     | 1-1 | 1-2 |     | 0-0 | 2-2 |     | 2-1 | 1-2 | 2-0 | 4-1 | 4-0 |     |     |
| FC Twente                                                  |     | 2-5 | 2-0 | 4-1 |     |     | 0-0 | 2-3 | 2-3 | 1-1 | 2-0 |     | 3-1 | 0-3 |     | 3-3 | 0-1 | 2-1 |
| FC Utrecht                                                 | 4-0 |     | 0-3 | 3-1 | 1-2 | 6-0 |     |     |     | 3-0 | 5-1 | 2-1 |     |     | 1-2 | 0-1 | 2-0 | 3-1 |
| Vitesse Arnhem                                             | 0-2 | 2-2 | 2-1 | 1-1 | 0-0 | 4-2 | 1-2 | 4-2 |     | 1-2 |     | 1-0 | 2-1 |     | 3-0 |     |     | 3-0 |
| VVV Venlo                                                  |     | 1-4 |     | 2-0 | 0-3 | 0-0 | 2-1 | 0-3 | 1-0 | 1-1 |     | 2-1 | 1-1 | 0-4 |     | 3-1 |     | 1-2 |
| RKC Waalwijk                                               | 0-3 | 1-2 | 0-2 | 1-1 |     |     |     | 1-3 | 2-0 | 1-3 | 1-1 | 3-0 | 2-1 | 1-2 | 1-2 |     |     | 0-0 |
| Willem II Tilburg                                          |     |     | 1-1 | 2-1 | 0-1 | 0-0 | 3-1 |     | 1-0 | 2-1 | 4-0 |     | 1-1 | 0-2 | 1-0 | 2-1 |     | 0-0 |
| PEC Zwolle                                                 | 3-1 | 2-4 | 0-3 |     | 3-4 | 3-1 | 1-0 |     |     | 0-4 | 2-2 |     | 3-3 | 4-3 |     | 6-2 | 1-3 |     |
| - Victoire à domicile - Match nul - Victoire à l'extérieur |     |     |     |     |     |     |     |     |     |     |     |     |     |     |     |     |     |     |

## Statistiques
| Rang | Joueur            | Club                | Buts |
| ---- | ----------------- | ------------------- | ---- |
| 1    | Steven Berghuis   | Feyenoord Rotterdam | 15   |
| 1    | Cyriel Dessers    | Heracles Almelo     | 15   |
| 2    | Myron Boadu       | AZ Alkmaar          | 14   |
| 2    | Bryan Linssen     | Vitesse Arnhem      | 14   |
| 5    | Oussama Idrissi   | AZ Alkmaar          | 13   |
| 6    | Quincy Promes     | Ajax Amsterdam      | 12   |
| 6    | Tim Matavž        | Vitesse Arnhem      | 12   |
| 8    | Donyell Malen     | PSV Eindhoven       | 11   |
| 8    | Vangelis Pavlidis | Willem II Tilburg   | 11   |
| 8    | Haris Vučkić      | FC Twente           | 11   |
| 8    | Dušan Tadić       | Ajax Amsterdam      | 11   |
| 8    | Teun Koopmeiners  | AZ Alkmaar          | 11   |

| Rang | Joueur          | Club                | Passes |
| ---- | --------------- | ------------------- | ------ |
| 1    | Dušan Tadić     | Ajax Amsterdam      | 14     |
| 2    | Hakim Ziyech    | Ajax Amsterdam      | 12     |
| 3    | Steven Bergwijn | PSV Eindhoven       | 10     |
| 4    | Abdou Harroui   | Sparta Rotterdam    | 8      |
| 5    | Steven Berghuis | Feyenoord Rotterdam | 7      |
| 5    | Gyrano Kerk     | FC Utrecht          | 7      |
| 5    | Calvin Stengs   | AZ Alkmaar          | 7      |
| 5    | Mauro Júnior    | Heracles Almelo     | 7      |